# Garimpeiro

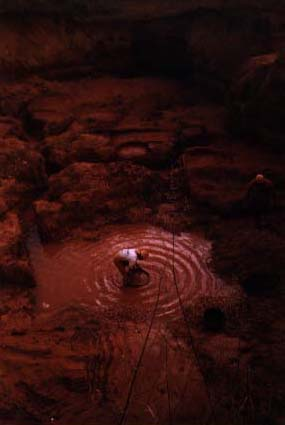
Diamantenschürfer in Brasilien (Mato Grosso), 1999

Garimpeiro, hergeleitet von garimpo, garimpar, ist die Bezeichnung in portugiesischer Sprache für zumeist illegale und informelle Goldsucher im brasilianischen Amazonasgebiet. Die Bezeichnung, verächtlich als grimpeiros, wird auch für unautorisierte Diamantenschürfer in Angola oder Mosambik verwendet.
Die informelle Extraktion von Gold und anderen Edelmetallen oder -steinen ist starken Schwankungen unterworfen, die insbesondere durch den Weltmarktpreis des Goldes bestimmt sind. Die Bevölkerung des Munizips Itaituba nahm beispielsweise aufgrund eines Goldrauschs in einem Jahr (1984) von 40.000 auf 100.000 zu. Im Jahr 1990 wurde die Zahl der Garimpeiros in Brasilien auf 400.000 geschätzt, die sich auf 2000 „Garimpos“ (Minen) verteilen.
Mit der informellen Goldextraktion gehen zum Teil gravierende soziale und ökologische Probleme einher. Insbesondere der Einsatz von Quecksilber zur Bindung des Goldes (Amalgamverfahren) führt zur Verschmutzung der Gewässer – das Metall reichert sich in der Nahrungskette an und schädigt dadurch insbesondere die Uferbewohner, die sich im Wesentlichen von Fisch ernähren. In den Siedlungen der Garimpeiros – oft weit abgelegen von gewachsenen Siedlungen – herrschen meist prekäre sanitäre Bedingungen, Krankheiten verbreiten sich sowohl unter den Garimpeiros als auch unter der traditionellen Bevölkerung in der Umgebung – oftmals indigene Völker.
Der brasilianische Fotograf Sebastião Salgado hat die Situation in den Garimpos dokumentiert.